# Sportfreunde Torgau
Der SC Sportfreunde Torgau war ein Sportverein im deutschen Reich mit Sitz in der heutzutage sächsischen Stadt Torgau im Landkreis Nordsachsen.

## Geschichte
Die Fußballmannschaft des Vereins nahm in dem zur Saison 1911/12 eingeführtem Gau Elbe/Elster erstmals an der mitteldeutschen Meisterschaft des VMBV teil. Mit 4:8 Punkten platzierte sich die Mannschaft am Ende der Spielzeit auf dem vierten Platz der Tabelle. Mit 11:1 Punkten gelang dann erstmals nach der Spielzeit 1913/14 der Gewinn des Gaumeistertitels. In der 1. Runde der Endrunde um die Meisterschaft scheiterte man jedoch mit 11:1 beim FC Wacker Halle. Nach dem Ausbruch des Ersten Weltkriegs kam der Spielbetrieb dann erst einmal zum Erliegen. Über die Spielklassen-Zugehörigkeit, soweit Torgau denn überhaupt Spiele ausgetragen hatte, ist nichts mehr bekannt. Bekannt ist jedoch, dass die Torgauer in Entscheidungsspielen zum Aufstieg in die Kreisliga nach der Saison 1919/20 am FC Britannia Leipzig 1899 scheiterten.
Zur Saison 1923/24 wurde das Gau Elbe/Elster dann wieder erstklassig, mit 3:9 Punkten mussten die Sportfreunde dann aber auch gleich am Ende der Spielzeit wieder absteigen. Die Saison 1925/26 konnte dann mit dem erfolgten Wiederaufstieg dann sogar gleich als Meister der Staffel Elbe abgeschlossen werden. Hiervor war noch ein Entscheidungsspiel um den ersten Platz mit dem punktgleichen SV Vorwärts Falkenberg vonnöten, welches mit 2:1 gewonnen werden konnte. Im Gaufinale unterlag Torgau dann jedoch nach Hin- und Rückspiel dem VfB Hohenleipisch mit 6:5, in der Qualifikation für den zweiten Startplatz konnte sich die Mannschaft aber mit 4:3 n. V. gegen Eintracht Bockwitz durchsetzen. Somit durfte die Mannschaft über die Runde der Zweiten dann doch an der Endrunde um die Meisterschaft teilnehmen. Dort unterlag die Mannschaft aber erneut bereits in der 1. Runde. Dieses Mal mit einer 0:11-Niederlage gegen den VfB Preußen Greppin 1911.
Der Verein spielte dann durchgehend bis zur Saison 1932/33 in der mitteldeutschen Meisterschaft mit, errang hier aber nie mehr die Teilnahme an der Endrunde um die Meisterschaft. Nach der Machtergreifung der Nationalsozialisten spielt der Verein nur noch in den unteren Klassen. Nach dem Ende des Zweiten Weltkriegs wurde der Verein dann auch aufgelöst.